# Bizim Hikaye
Bizim Hikaye (en español: Nuestra historia) es una serie de televisión turca de 2017, protagonizada por Hazal Kaya y Burak Deniz. Es una adaptación de Shameless, serie británica que fue emitida por Channel 4.

## Trama
Filiz se vio obligada a cuidar a sus cinco hermanos menores desde que su madre los dejó. Su padre, Fikri, es un hombre alcohólico que causa diferentes problemas a la familia de vez en cuando. A pesar de que están luchando por sobrevivir en un barrio muy pobre de Estambul, los seis hermanos intentan mantenerse felices. Filiz cree que no hay lugar para el amor en su vida hasta que conoce a Bariş, un joven que hace cualquier cosa por ella y su familia, solo para ganarse el corazón de Filiz, aunque por  algunas cosas de su pasado lo llevarán a tener problemas con ella.

## Reparto

### Principales
| Personaje            | Intérprete (Actor/Actriz) | Episodios         | Descripción |
| -------------------- | ------------------------- | ----------------- | --- |
| Filiz Elibol         | Hazal Kaya                | 1-70              | Personaje principal. La hija mayor de la familia Elibol. Filiz es asombrosamente hermosa y con una vida un poco desafortunada. No continuó su educación después de la escuela secundaria por atender a sus hermanos y asumir la responsabilidad financiera de la casa. Orgullosa y terca, cuida de sus hermanos como una madre, presta mucha atención a su educación, no les permite cometer errores, es inflexible y dura. Su mayor temor es ver a su familia dispersa, que sus hermanos abandonen el colegio y sean enviados a un hogar. Para mantener a la familia unida, tiene que soportar toda la tozudez de su padre Fikri. |
| Barış/Savaş Aktan    | Burak Deniz               | 1-70              | Personaje principal. Hijo de Servet Aktan y Ayla Angın. Barış es un hombre inteligente, terco y seguro. Su verdadero nombre es Savaş. Es un joven misterioso que entró inesperadamente en la vida de Filiz. Comienza como líder de una banda de robo de autos, pero luego sigue una carrera como médico. Algunas personas lo conocen como Barış, ya que usa el nombre de su fallecido hermano para honrar su memoria. Pertenece a una familia muy rica, pero engaña a Filiz haciéndole creer que es pobre para ganarse la simpatía de ella. Conoce a Filiz y se enamora de ella y se ve afectado por su fuerte carácter. Baris intenta ganarse su confianza, pero todas sus mentiras le hacen perder a Filiz. Él maneja todo a la perfección y, debido a su amor extremo por Filiz, ella lo perdona, y continúan su relación en buena forma. |
| Fikri Elibol         | Reha Özcan                | 1-70              | Esposo de Şükran. Padre de Filiz, Rahmet, Kiraz, Fikret e İsmet. Deja toda la responsabilidad a su hija mayor, Filiz, y vive su propia vida persiguiendo cabos sueltos. Dentro de sus ideales está no trabajar y realmente no conoce a sus hijos, no sabe lo que les gusta o no les gusta y no muestra ningún esfuerzo por aprender. Es un hombre antagónico e interesado que no retiene sus palabras. Intenta obtener el beneficio de cualquier situación que se le presente. |
| Rahmet Elibol        | Yağız Can Konyalı         | 1-70              | Rahmet es un estudiante de secundaria. Es bueno en clase, inteligente y activo. Sin embargo, el logro académico significa poco para él. Usa la escuela y a sus amigos para ganar dinero. Contribuye al presupuesto de la casa ocasionalmente, haciendo las pruebas de otros compañeros o dando clases particulares. Es un joven profundo y perspicaz. No toma en serio su inteligencia y talento, su hermana mayor teme que "desperdicie" su vida si continúa así. Ayuda en todo a Filiz, se preocupa por sus hermanos y los protege. Está enojado con su madre por abandonarlos. Más tarde trabaja en una universidad. Rahmet se casa con Deniz. |
| Hikmet Elibol        | Nejat Uygur               | 1-27 / 38-56 / 70 | Hikmet es un estudiante de secundaria introvertido, emocional y tímido. En su tiempo libre trabaja en la tienda y ayuda con los gastos de la casa. Como él es el que más se parece a su madre, es el objetivo principal de la ira y el abuso verbal de su padre. Está enamorado de la joven esposa del dueño de la tienda, Esra. No está claro si este amor seguirá siendo platónico o si Hikmet hará un movimiento. No confía en sí mismo, no le gusta su apariencia física, algo que lo hace ser callado y retraído. |
| Kiraz Elibol         | Zeynep Selimoğlu          | 1-70              | Kiraz es estudiante de secundaria. Muy madura para su edad, sensible y con humor. Ayuda a su hermana mayor con el trabajo de la casa y el cuidado de sus hermanos menores. A diferencia de otros hermanos, ella se preocupa profundamente por su padre, siempre lo trata con amor y compasión. Fikri tiene un lugar especial en su corazón para Kiraz, él cree que ella es la única que lo ama. |
| Fikret "Fiko" Elibol | Alp Akar                  | 1-70              | Fikret es un estudiante de secundaria, perezoso y por lejos, el más travieso de su barrio. Siempre tiene sus nunchakus en la mano. Aspira a ser un famoso excursionista cuando sea adulto. No revela sus sentimientos, está emocionalmente retraído y no está interesado en su padre. Sus hermanos mayores son sus principales referentes. |
| İsmet "İsmo" Elibol  | Ömer Sevgi                | 1-70              | El menor de los hermanos Elibol. Su padre cree que este pequeño será actor algún día y lo salvará de su vida actual. Es el único de su hogar que no rechaza a su madre. |
| Cemil Engin          | Mehmetcan Minciozlu       | 1-70              | Oficial de policía que conoce y le gusta Filiz desde la infancia. Odia a Barış. Filiz se casa con él para salvar a sus hermanos del departamento de bienestar social. Cemil no quería divorciarse de Filiz porque la amaba, pero lo hace cuando se da cuenta de que Filiz solo ama a Barış y no puede comprometerse con Cemil. En la segunda temporada, su personaje se transforma gradualmente en un amigo y aliado de la familia Elibol. Él y Barış se llevan bien, e incluso ayuda a Barış a encubrir algunos de sus pequeños delitos, lo que le hace perder su trabajo como policía. Se casa con Çiçek. |
| Tülay Sertkaya       | Nesrin Cavadzade          | 1-53              | Vecina de los Elibol y mejor amiga de Filiz. Trabaja a tiempo parcial en un hogar de ancianos. Se casa con su amante, Tufan Şahin. Se fue a Alemania por motivos de trabajo y se enamora de otra persona. |
| Tufan Şahin          | Mehmet Korhan Fırat       | 1-70              | Esposo de Tülay, que dirige una cafetería. Se convierte en un buen amigo de Barış. Y de nuevo se casa con Ferda. |
| Çiçek                | Sahra Şaş                 | 38-70             | Çiçek es amiga de Filiz. Después de salir de la cárcel, vive con Filiz, a quien motiva a Filiz a iniciar un negocio. Çiçek se casa con Cemil. |
| Cücü                 | Murat Bölücek             | 1-70              | Amigo de Fikri que es un alcohólico callejero. |
| Derin Çelik          | Hazal Adıyaman            | 38-61             | Ella es la hermana de Deniz. Derin motiva a Rahmet a dedicarse a las matemáticas, quien es un genio en esta materia. |
| Deniz Çelik          | Melisa Döngel             | 38-70             | Deniz es la hermana de Derin. Inicialmente acosa y amenaza a Rahmet, pero finalmente se casa con él. |

### Secundarios
- Esra Bezen Bilgin como Şükran Elibol.
- Pınar Çağlar Gençtürk como Ferda.
- Sahra Şaş como Çiçek Engin.
- Ayşen Gruda como Aysel.
- Beren Gökyıldız como Ayşe.
- Selahattin Taşdöğen como Zihni Elibol.
- Cankat Aydos como Ersin Elibol.
- Nilay Duru como Yeliz Elibol.
- Cemal Toktaş como Ömer Duraner.
- Irmak Güneş como Zeynep.
- Evrim Doğan como Şeyma.
- İsmail Karagöz como Haşim.
- Serra Pirinç como Müjde.
- Pınar Töre como Esra.
- Berkay Akın como Asım Korkmaz.
- Nur Berfin Çiroğlu como Merve Aktan
- Metin Büktel como Servet Aktan.
- Sema Atalay como Ayla Aktan.
- Benian Dönmez como Necibe.
- Murat Danacı como Selim Tekin.
- Miray Akay como Zeynep.
- Feray Darıcı como Melek.
- Şive Şenözen como Neslihan.
- Başak Güröz como Hülya.
- Olcay Yusufoğlu como Nihal.
- Kemal Yavuz como Savaş.
- Serap Önder como Gülnur.
- Melahat Abbasova como Gülsüm.
- Emir Taha Sarı como Emre.
- Yiğit Çelebi como Necati.
- Murat Kocacık como Murtaza.
- Müge Su Şahin como Muazzez “Muzi”.
- Su Burcu Yazgı Coşkun como Ceylan.
- Aysegül İşsever como Piraye.
- Şebnem Köstem como Meral.
- Suna Selen como Zeliha.
- Fatma Nilgün Özgüven como Fatma.
- Elif Baysal como Reyhan.
- Vildan Mutlu como Tülin.
- Elvan Boran como Hatun.
- Can Kolukısa como Recai.
- Mert Hepcan como Necati.
- Özer Arslan como Cenk.

## Temporadas
| Temporada | Temporada | Episodios | Rango de episodios | Emisión original         | Emisión original   |
| Temporada | Temporada | Episodios | Rango de episodios | Inicio                   | Final              |
| --------- | --------- | --------- | ------------------ | ------------------------ | ------------------ |
|           | 1         | 37        | 1 - 37             | 14 de septiembre de 2017 | 7 de junio de 2018 |
|           | 2         | 33        | 38 - 70            | 13 de septiembre de 2018 | 23 de mayo de 2019 |

## Premios y nominaciones
| Año  | Premios               | Categoría             | Nominado(a)              | Resultado | Ref.  |
| ---- | --------------------- | --------------------- | ------------------------ | --------- | ----- |
| 2018 | Premios Altın Kelebek | Mejor serie           | Bizim Hikaye             | Nominada  | [ 3 ] |
| 2018 | Premios Altın Kelebek | Mejor actor           | Burak Deniz              | Nominado  | [ 3 ] |
| 2018 | Premios Altın Kelebek | Mejor música de serie | Çağatay Akman            | Nominado  | [ 3 ] |
| 2018 | Premios Altın Kelebek | Mejor actor infantil  | Alp Akar                 | Nominado  | [ 3 ] |
| 2018 | Premios Altın Kelebek | Mejor actor infantil  | Zeynep Selimoğlu         | Nominada  | [ 3 ] |
| 2018 | Premios Altın Kelebek | Mejor pareja de serie | Hazal Kaya - Burak Deniz | Nominados | [ 3 ] |